# Sokrates' forsvarstale
Sokrates' forsvarstale, også kaldet Apologien (fra græsk: apologia, forsvarstale), er et skrift af den oldgræske filosof Platon, som vedrører retssagen mod og henrettelsen af Sokrates i 399 f.Kr., og særligt, som titlen antyder, dennes tale til eget forsvar. Apologien anses generelt for at være en forholdsvis tro gengivelse af begivenhedernes gang, og følgelig en pålidelig kilde til den historiske person Sokrates. Herimod antages det, at Platon i mange af sine senere dialoger, i forskellig grad blot bruger Sokrates-karakteren til at udtrykke sin egen filosofi.

## Baggrund og anklager
Der var 501 dommere tilstede og flere tilskuere, skriver Platon. Sokrates var berømt i Athen. Anklagerne lød på fordærvelse af ungdommen og blasfemi, fordi han fordærvede ungdommen ved samtaler, dialoger, med forbipasserende på torvet (Agora).
Anklagen om blasfemi byggede på Sokrates' forestilling om, at der fandtes andre guder end dem på Olympen. Han mente, at der fandtes daimoner, som var gode gudlignende skabninger, som ledede mennesker.
Det var ikke alle, som havde en daimon, men Sokrates havde (selvfølgelig) en.
Anklagerne hed Meletos, Anytos og Lykon. Den vigtigste af dem var Meletos.
Sokrates blev fundet skyldig i anklagerne og dømt til døden ved at drikke skarntydesaft.

## Selve forsvarstalen
Det Sokrates lagde mest vægt på i sin tale, var ikke selve beviserne på, at han var uskyldig. Egentlig bruger han meget tid på at fortælle dommerne, hvordan han mener at forsvarstaler bør fremlægges. Man skal ikke slæbe hele sin familie med i retten som vidner. Det vækker medlidenhed, men det er ikke holdbart. I stedet bør man overbevise dommerne om sin uskyld på en ordentlig måde.